# Estuaire du Cameroun
Estuaire du Cameroun är en flodmynning i Kamerun.   Den ligger i regionen Kustregionen, i den sydvästra delen av landet, 220 km väster om huvudstaden Yaoundé.